# Авсарагова, Диана
Диана Авсарагова (род. 7 августа 1998, Ардон, Северная Осетия) — российский боец смешанных боевых искусств, выступающий в Bellator MMA.

## Биография
Диана родилась 7 августа 1998 года в городе Ардон, Северная Осетия. Её отец был борцом, но из-за травмы рано завершил карьеру. Мать также хотела заниматься спортом, но в семье ей этого не позволили. В дальнейшем она предложила Диане заняться вольной борьбой.
В 2014 и 2015 годах Диана становилась бронзовым призёром первенства России по вольной борьбе среди девушек в категории до 60 кг.
В 2017 году дебютировала в смешанных единоборствах на профессиональном уровне. Тренируется в бойцовском клубе «Ахмат» под руководством Мурада Бичуева.
В декабре 2019 года подписала контракт на 6 боёв с Bellator MMA.
9 апреля 2021 года дебютировала в Bellator, одержав за 29 секунд победу нокаутом над Тарой Графф.
16 июля 2021 года в своём втором бою раздельным решением победила Габриэллу Галфин.

## Статистика
| Боёв 7   | Побед 6 | Поражений 1 |
| -------- | ------- | ----------- |
| Нокаутом | 1       | 0           |
| Сдачей   | 1       | 0           |
| Решением | 4       | 1           |

| Результат | Рекорд | Соперник         | Способ                | Турнир                    | Дата            | Раунд | Время | Место                       | Примечание                                                                        |
| --------- | ------ | ---------------- | --------------------- | ------------------------- | --------------- | ----- | ----- | --------------------------- | --------------------------------------------------------------------------------- |
| Поражение | 6-1    | Жустин Киш       | Единогласное решение  | Bellator 298              | 11 августа 2023 | 3     | 5:00  | Су-Фолс, Южная Дакота, США  | Бой в промежуточном весе. Авсарагова превысила лимит веса наилегчайшего дивизиона |
| Победа    | 6-0    | Алехандра Лара   | Раздельное решение    | Bellator 290              | 4 февраля 2023  | 3     | 5:00  | Инглвуд, Калифорния, США    | Бой в промежуточном весе. Авсарагова превысила лимит веса наилегчайшего дивизиона |
| Победа    | 5-0    | Кира Батара      | Единогласное решение  | Bellator 276              | 12 марта 2022   | 3     | 5:00  | Сент-Луис, Миссури, США     |                                                                                   |
| Победа    | 4-0    | Габриэлла Галфин | Раздельное решение    | Bellator 262              | 16 июля 2021    | 3     | 5:00  | Анкасвилл, Коннектикут, США |                                                                                   |
| Победа    | 3-0    | Тара Графф       | КО (удары)            | Bellator 256              | 9 апреля 2021   | 1     | 0:29  | Анкасвилл, Коннектикут, США | Дебют в наилегчайшем весе                                                         |
| Победа    | 2-0    | Аниа Лурченкова  | Единогласное решение  | Titan Global Championship | 4 мая 2019      | 3     | 5:00  | Тбилиси, Грузия             |                                                                                   |
| Победа    | 1-0    | Алина Макарова   | Болевой (рычаг локтя) | Emir FC: Selection 1      | 29 декабря 2017 | 1     | 1:57  | Москва, Россия              | Дебют в легчайшем весе                                                            |